# Ophiozonella hexactis
Ophiozonella hexactis is een slangster uit de familie Ophiolepididae.
De wetenschappelijke naam van de soort werd in 2011 gepubliceerd door Sabine Stöhr.